# Protestas en Hungría de 2014
Las protestas en Hungría de 2014 ocurrieron a finales de octubre de 2014, cuando se llevaron a cabo manifestaciones contra el gobierno en Hungría, que fueron provocadas por el anuncio del gobierno de una propuesta para incluir la tarifa del internet en la Ley de Impuestos, que entrará en vigor a partir de 2015. El partido más grande de la coalición gobernante de derecha, Fidesz, hizo pública su propuesta el 21 de octubre, que pretende extender el impuesto existente a las telecomunicaciones al uso de internet. La propuesta designó un 150 HUF como tasa de impuestos por cada GB, que serían pagados por los proveedores de servicios de Internet. Posteriormente, se propuso un límite: 700 HUF por mes (personas físicas) o 5000 HUF (empresas).
Esta idea, posiblemente junto con otros problemas que surgieron en torno al gobierno, provocó múltiples manifestaciones, generalmente pacíficas, en Budapest y en otras ciudades dentro y fuera de Hungría. La enmienda a la ley se conoce universalmente como el "impuesto de Internet" (húngaro: internetadó) por los medios y críticos húngaros y mundiales, aunque Fidesz no estaba usando el término en su propuesta.
Tras protestas masivas y críticas internacionales, el gobierno húngaro canceló el impuesto propuesto sobre el tráfico de datos de Internet el 31 de octubre de 2014.

## Reforma fiscal
Como parte de sus reformas económicas, Fidesz comenzó a redactar la nueva versión de la Ley Tributaria para 2015. El Ministro de Economía Nacional, Mihály Varga, anunció la propuesta el 21 de octubre. Según el borrador, el tráfico de Internet estaría gravado con 150 HUF/GB independientemente del tipo de datos transmitidos.

## Reacciones

### En línea
Una página de Facebook llamada Százezren az internetadó Ellen (en español: Cien Mil contra el impuesto a Internet) fue creado el 21 de octubre, el mismo día que la propuesta se hizo pública, por Balázs Gulyás, un joven de 27 años de edad, bloguero político, que es también el hijo del político socialista Zita Gurmai. Una semana después, el día 28, la página tenía más de 225 000 me gustas.
En Twitter se asociaron múltiples hashtags al impuesto y las manifestaciones, el más utilizado es #internetado (impuesto de internet). Otros incluyen #netado (impuesto neto) y #internettax.
El impuesto y las manifestaciones provocaron la creación de imágenes meméticas, burlándose de Fidesz y de su presidente, el primer ministro Viktor Orbán, pero algunos también burlándose de los manifestantes.

### Manifestaciones

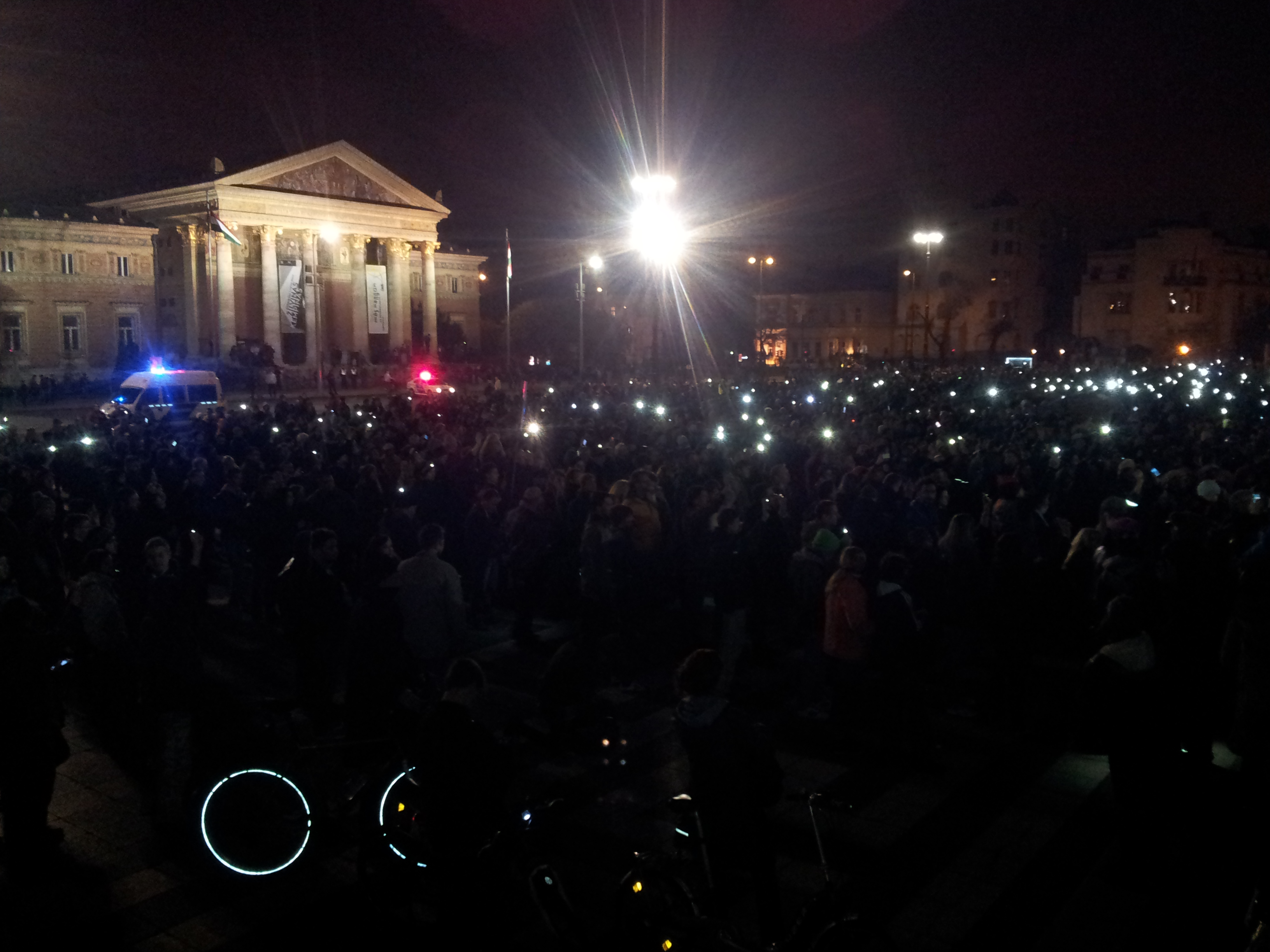
Una vigilia con miles de manifestantes sosteniendo sus teléfonos

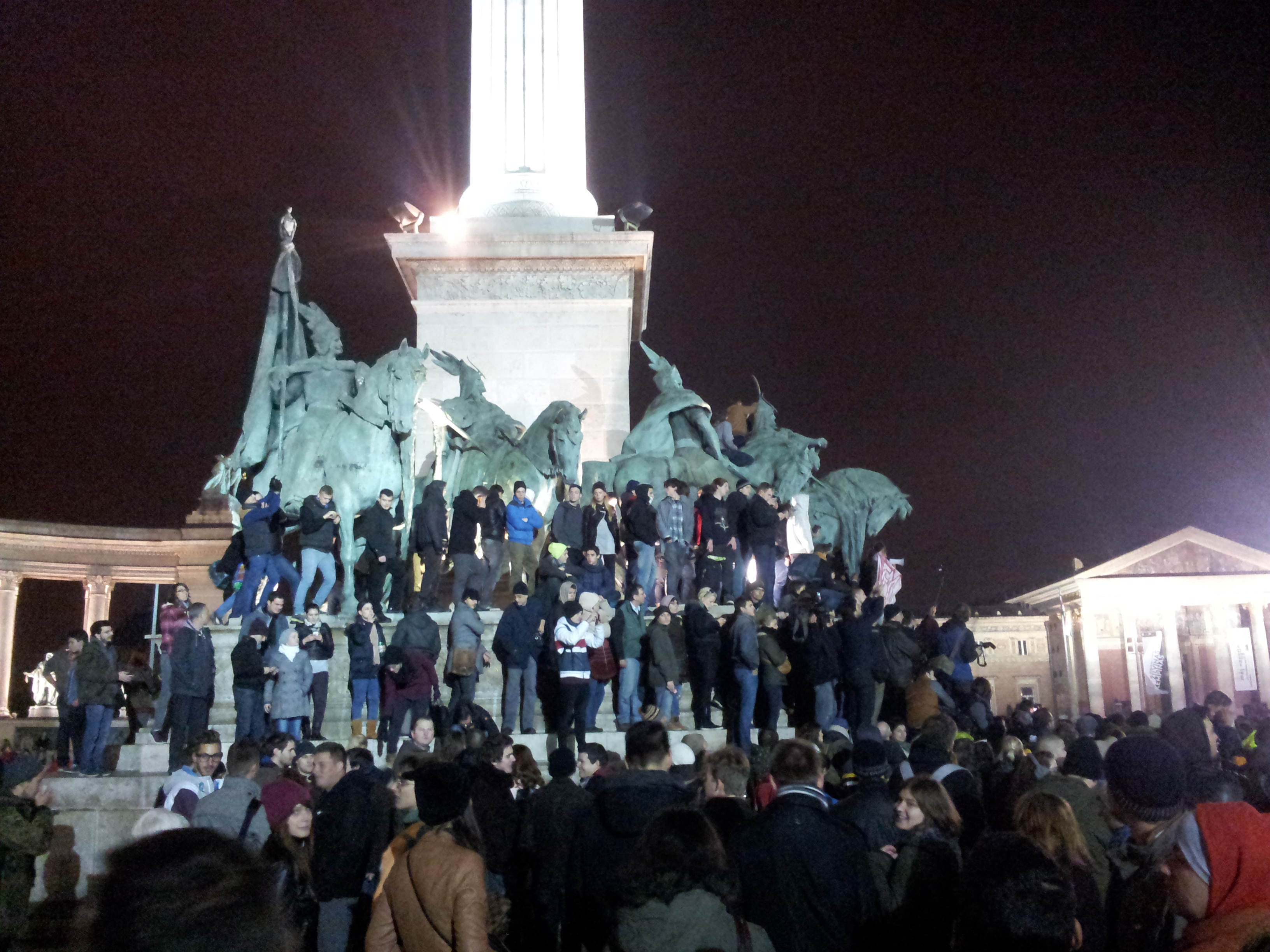
Manifestantes en la Plaza de los Héroes en Budapest

Gulyás actuó como organizador de las dos manifestaciones principales en Budapest, y también pronunció discursos a la multitud presente. El primer evento tuvo lugar el día 26 en las primeras horas de la noche y al instante obtuvo cobertura de los medios internacionales. Decenas de miles de personas se reunieron, y aunque la intención de la manifestación era pacífica, cientos de personas atacaron la sede del partido Fidesz una vez finalizado el evento. La cerca del edificio se derrumbó y sus ventanas se rompieron, muchas personas arrojaron equipos informáticos rotos al edificio, incluidos los monitores CRT. El día terminó sin la intervención de la policía antidisturbios, aunque fueron asignados al lugar después de un tiempo para vigilar el edificio. Se detuvo a seis personas, incluido el conocido activista LGBT Milán Rózsa.
A pesar de la demanda de los manifestantes, Fidesz dejó en claro que introducirán el impuesto el próximo año, pero propusieron una enmienda para limitar el impuesto a 700Ft por mes a cada suscriptor para usuarios domésticos y 5000Ft al mes a cada suscriptor para los usuarios comerciales, al tiempo que declaran que tienen la intención de que los ISP paguen el impuesto en lugar de los usuarios finales. Los manifestantes, al no encontrar esto satisfactorio, dieron un ultimátum al gobierno para que abandonara su plan en las próximas 48 horas o enfrentarían otra manifestación. Como Fidesz no se retractó de su idea, se llevó a cabo otra manifestación el día 28 en las primeras horas de la noche. Al mismo tiempo, se llevaron a cabo eventos similares en varias ciudades de Hungría y también en Varsovia, Polonia. Todos estos eventos posteriores terminaron sin ningún tipo de vandalismo, aunque la policía antidisturbios estaba custodiando el edificio del parlamento. Reuters estimó el número de personas aproximadamente en 100 000 durante la segunda manifestación de Budapest, que concluyó con Gulyás diciendo que "esto es solo el comienzo", y proyectó otra reunión para el 17 de noviembre, día en que el parlamento votará sobre la Ley Tributaria modificada.

### Internacional
La comisionada europea de Agenda Digital, Neelie Kroes, calificó la propuesta fiscal como una "idea terrible". Su portavoz dijo que "no se trata de si el impuesto es legal o no. Primero, si lo toma en el contexto doméstico de Hungría, es la última de lo que mucha gente vería como acciones preocupantes. Es parte de un patrón y debe ser visto como parte de ese patrón de acciones que han limitado la libertad o han buscado tomar rentas sin lograr un interés económico o social más amplio". El 22 de octubre de 2014 Kroes añadió, a través de su cuenta de Twitter, la propuesta "es una vergüenza: una vergüenza para los usuarios y una vergüenza para el gobierno húngaro".
John Oliver, de la semana pasada, satirizó la propuesta de impuestos a Internet y otros proyectos del gabinete de Orbán en su programa de televisión nocturno.

## Retirada de la propuesta
Tras las protestas masivas, el gobierno húngaro decidió abandonar la idea del impuesto a Internet el 31 de octubre de 2014. El primer ministro Viktor Orbán dijo que "este impuesto en su forma actual no se puede introducir" y agregó que los manifestantes malinterpretaron la intención del gobierno. Orbán también encargó al eurodiputado y compañero de Fidesz, Tamás Deutsch, que organizara las condiciones para la llamada consulta nacional y recopilara sus preguntas.
El 17 de noviembre de 2014, en la protesta del "Día de la indignación pública", mientras se celebraba la abolición de la propuesta de impuestos sobre Internet, decenas de miles de personas protestaron contra la corrupción del gobierno coreando consignas que incluían "¡Fuera Orbán!", "Europa", "Democracia" y "Cambio de régimen". Este evento marcó el final de las manifestaciones contra el impuesto a Internet , sin embargo, las protestas han continuado con otros temas.

## Antecedentes y análisis
Algunos medios de comunicación especularon sobre las posibles razones detrás del hecho de que las manifestaciones son los eventos antigubernamentales más grandes desde las protestas de 2006 contra el entonces gobernante partido socialista MSZP. Fidesz ganó las elecciones en 2010, obteniendo mayoría cualificada en el parlamento, lo que les permitió aprobar o cambiar la legislación sin obstáculos de fuerzas políticas opuestas. También volvieron a ganar en las elecciones de 2014. El presidente del partido y primer ministro, Viktor Orbán, utilizó este poder político para introducir varios cambios de acuerdo con sus visiones políticas, como la apertura económica hacia las naciones del Este fuera de la Unión Europea, especialmente Rusia. Fidesz también elaboró la nueva constitución de Hungría sobre la base de que la existente era un legado después de la caída del comunismo en 1989, siendo una versión muy modificada de la constitución de la era comunista, adoptado a un estado capitalista democrático.

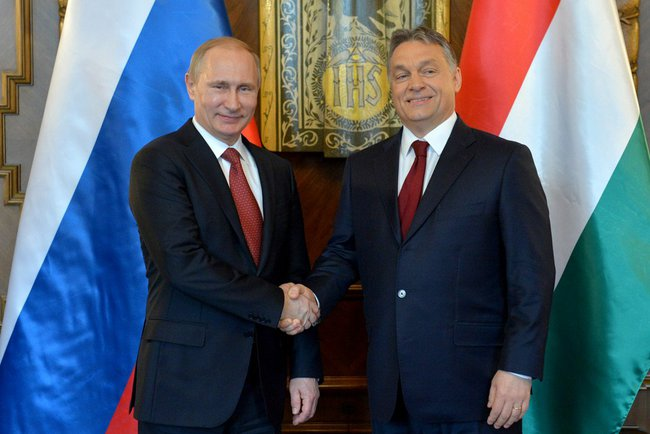
Las afinidades rusas de Orbán son objeto de críticas nacionales e internacionales

Las posibles razones de la popularidad de las manifestaciones incluyen las medidas de austeridad de Fidesz y los nuevos impuestos que afectan a los sectores de telecomunicaciones, energía y banca, la disolución del sistema privado de pensiones, la adopción de una nueva constitución elaborada únicamente por Fidesz, la decisión de acordar con Rusia un préstamo para apoyar la expansión de dos reactores de la central nuclear de Paks, y la supuestamente corrupta nacionalización de las tabaquerías. Dos cuestiones centrales que los manifestantes conocen bien son las acusaciones de corrupción de funcionarios relacionados con el gobierno por parte del gobierno de los Estados Unidos[cita requerida] y el hecho de que Fidesz mismo se opuso y criticó un impuesto de Internet similar cuando su rival MSZP lo consideró en 2008.
Según la encuesta de opinión pública de Medián publicada el 10 de diciembre de 2014, el apoyo a la coalición gubernamental Fidesz-KDNP se redujo en 12 puntos porcentuales (del 38 al 26%) entre todos los votantes, luego de manifestaciones masivas contra la propuesta de impuestos a Internet y la prohibición de entrada introducida por Estados Unidos en seis funcionarios húngaros. Fidesz perdió más de 900 000 votantes potenciales y esta fue la mayor disminución mensual desde el discurso de Őszöd cuando MSZP sufrió una grave pérdida de apoyo. En los meses siguientes, Fidesz también perdió su mayoría de dos tercios cuando el escaño individual de Veszprém fue tomado por Zoltán Kész, un candidato independiente en una elección parcial. En otra elección parcial el 12 de abril de 2015, Fidesz perdió un segundo escaño, también en Veszprém, frente a un candidato de Jobbik. Solo el ultraderechista Jobbik pudo aprovechar el declive del apoyo al Fidesz.
Las protestas fueron organizadas por organizaciones no gubernamentales (ONG) y particulares excluyendo a los partidos de oposición que solo respondieron a los hechos. Los organizadores de la manifestación también enfatizaron los logotipos de las fiestas, pancartas y lemas para no presentar en los eventos. Como resultado, el ex primer ministro Ferenc Gyurcsány criticó a los manifestantes. Sin embargo, los medios progubernamentales afirmaron que los partidos de oposición estaban detrás de las protestas. Pesti Srácok.hu llamó a los organizadores como "activistas seudo-civiles". En junio de 2015, los manifestantes antigubernamentales formaron la organización civil Nueva República Húngara (ÚMK) y anunciaron iniciativas de referéndum en una serie de cuestiones.